# Carl Ferdinand Allen

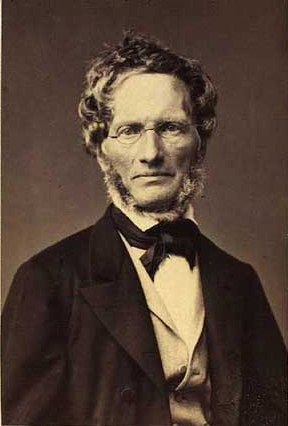
Carl Ferdinand Allen, Foto von Budtz Müller

Carl Ferdinand Allen (* 23. April 1811 in Kopenhagen; † 27. Dezember 1871 in Frederiksberg) war ein dänischer Historiker.

## Leben
Carl Ferdinand Allen studierte seit 1830 an der Universität Kopenhagen und bereiste 1845–48 Holland, England, Frankreich, Italien, Deutschland, Schweden und Norwegen, um Archivforschungen anzustellen. Er wurde 1851 Dozent und Titularprofessor, 1862 ordentlicher Professor der Geschichte und nordischen Archäologie an der Universität Kopenhagen. Wegen geschwächter Gesundheit brachte er zuletzt mehrere Winter im Süden zu und starb am 27. Dezember 1871 im Alter von 60 Jahren.
Allens in demokratischem Sinn geschriebenes Haandbog i Fädrelandets Historie (Kopenhagen 1840, 8. Auflage  1881; deutsch, Leipzig 1849, auch sonst übersetzt) übte auf die politischen Anschauungen seiner Landsleute einen nachhaltigen Einfluss aus. Ferner verfasste er das Lehrbuch Lärebog i Danmarks Historie (Kopenhagen 1842, 12. Auflage 1876; deutsch Leipzig 1843). Nach Veröffentlichung der Urkundensammlung Breve og Aktstykker til Oplysning af Christiern II: s og Frederik I:s  Historie (1854) erschien sein Hauptwerk De tre nordiske Rigers Historie under Kong Hans, Christiern den Anden, Frederik den Förste, Gustav Vasa, Grevefeiden, 1497–1536 (5 Bände, Kopenhagen 1864–72), das unvollendet (nur von 1497 bis 1527 reichend) blieb, aber als eine der hervorragendsten Leistungen skandinavischer Geschichtsschreibung gilt. Dagegen haben seine zahlreichen philologischen und ethnographischen Beiträge zur Schleswig-Holstein-Frage, insbesondere die Schriften Om Sprog og Folkeeiendom, melighed i Hörtugdömmet Slesvig eller Sönderjylland (Kopenhagen 1848; auch deutsch), Det danske Sprogs Historie i Hertugdömmet Slesvig eller Sönderjylland. Med 4 Sprogkort (2 Bände, Kopenhagen 1857–58; deutsch, Schleswig 1857), heftigen Widerspruch von deutscher Seite hervorgerufen.